# 萬卡拉尼區
萬卡拉尼區（西班牙語：Distrito de Huancarani），是秘魯的一個區，位於該國南部庫斯科大區的保卡坦博省，始建於1987年5月11日，面積145.14平方公里，海拔高度3,850米，2005年人口6,060，人口密度每平方公里42人。